# Sistema Scheveningen
Il sistema Scheveningen è un modo di organizzare un torneo di scacchi tra due squadre (o gruppi di giocatori), nel quale ciascun giocatore di una squadra incontra almeno una volta ciascun giocatore della squadra avversaria. 
Prende il nome dal torneo di Scheveningen 1923, che venne organizzato nell'omonima città per dare l'opportunità a dieci giocatori olandesi di misurarsi con dieci forti giocatori esteri. 
L'ideatore di questo sistema fu Alexander Rueb, allora presidente della federazione scacchistica olandese e futuro presidente della FIDE.  